# 协神星
协神星（58 Concordia）是第58颗被人类发现的小行星，于1860年3月24日发现。协神星的直径为93.4千米，质量为8.5×1017千克，公转周期为1620.946天。
協神星以羅馬神話的協調女神孔科耳狄亞命名。